# Сендерс (округ, Монтана)
Шаблон:StateAbbr_ 47°40′ пн. ш. 115°08′ зх. д. / 47.66° пн. ш. 115.13° зх. д.
Округ  Сендерс (англ. Sanders County) — округ (графство) у штаті  Монтана, США. Ідентифікатор округу 30089.

## Історія
Округ утворений 1905 року.

## Демографія
За даними перепису 
2000 року 
загальне населення округу становило 10227 осіб, усе сільське.
Серед мешканців округу чоловіків було 5166, а жінок — 5061. В окрузі було 4273 домогосподарства, 2897 родин, які мешкали в 5271 будинках.
Середній розмір родини становив 2,86.
Віковий розподіл населення поданий у таблиці:
| Стать    | До 15 років | 15-21 | 22-29 | 30-39 | 40-49 | 50-65 | 65-85 | Понад 85 |
| -------- | ----------- | ----- | ----- | ----- | ----- | ----- | ----- | -------- |
| Чоловіки | 986         | 487   | 291   | 519   | 837   | 1207  | 786   | 53       |
| Жінки    | 913         | 428   | 313   | 546   | 873   | 1103  | 760   | 125      |

## Суміжні округи
- Лінкольн — північ
- Флетгед — північний схід
- Лейк — схід
- Міссула — південний схід
- Мінерал — південь
- Шошоні, Айдахо — захід
- Боннер, Айдахо — північний захід

## Виноски
1. ↑  US Decennial Census. US Census Bureau. Процитовано 30 листопада 2014.
2. ↑  Historical Census Browser. University of Virginia Library. Архів оригіналу за 11 серпня 2012. Процитовано 30 листопада 2014.
3. ↑  Population of Counties by Decennial Census: 1900 to 1990. US Census Bureau. Процитовано 30 листопада 2014.
4. ↑  Census 2000 PHC-T-4. Ranking Tables for Counties: 1990 and 2000 (PDF). US Census Bureau. Процитовано 30 листопада 2014.
5. ↑  State & County QuickFacts. US Census Bureau. Архів оригіналу за 6 червня 2011. Процитовано 16 вересня 2013. [Архівовано 2011-06-06 у Wayback Machine.](англ.) Наведено за англійською вікіпедією.
6. ↑  American FactFinder. Бюро перепису населення США. Архів оригіналу за 26 лютого 2012. Процитовано 31 січня 2008. [Архівовано 2008-05-21 у Wayback Machine.]

| США | Це незавершена стаття з географії США. Ви можете допомогти проєкту, виправивши або дописавши її. |